# Ángela Villar Llinás
Ángela Villar Llinás   (Lleida, 1977) és una actriu catalana versada en teatre, cinema i televisió.
Va començar a formar-se a l'estudi de Juan Carlos Corazza en l'àmbit de la interpretació, on es va graduar amb el taller de Les tres germanes d'Anton Txékhov. Encara s'ha format més enllà d'això a partir de figures com ara Jean-Guy Lecat, Consuelo Trujillo i Claudio Tolcachir.
Ha treballat en teatre amb directors com ara Juanma Romero Gárriz a Esto es una silla de Caryl Churchill, Óscar Martínez a Dos menos de Samuel Benchetrit, i Max Lemcke a La vida en chándal de Miguel Morillo. Pel que fa al cinema, ha aparegut destacablement a Otro verano de Jorge Arenillas i el film col·lectiu #Sequence, coordinat per Montxo Armendáriz.
El 2008, va debutar en cinema a Hienas, dirigida per Norberto Ramos del Val. El 2011, va participar en el film Diamond Flash de Carlos Vermut, presentat al XLII Festival Internacional de Cinema Fantàstic de Catalunya. Més endavant, el 2015, va representar Refugio de Leticia Pascual sota la direcció de María García de Oteyza, amb qui havia treballat abans. Als XXV Premis de la Unión de Actores va ser nominada al premi a la millor actriu de repartiment pel paper a Cuando deje de llover. El 2017, va formar part de l'elenc del curtmetratge Tengo miedo de Gonzalo Escribano, acompanyada de Luisa Gavasa. El 2022, va protagonitzar la peça Archipiélago de Jesús Sarmiento juntament amb ell i Pablo Castañón.

## Filmografia
| Any  | Títol                       |
| ---- | --------------------------- |
| 2008 | Hienas                      |
| 2011 | Diamond Flash               |
| 2011 | Otro verano                 |
| 2013 | #Sequence                   |
| 2014 | Mapa de recuerdos de Madrid |
| 2020 | Madrid, int.                |

| Any  | Títol                               |
| ---- | ----------------------------------- |
| 2002 | Cuando Pedro dejó a Alicia          |
| 2003 | Zorionak                            |
| 2004 | Lejos                               |
| 2006 | En Madrid no hay sitio para el amor |
| 2013 | La paciencia del cazador            |
| 2017 | Tengo miedo                         |

| Any  | Títol                 |
| ---- | --------------------- |
| 2019 | No te puedes esconder |
| 2020 | Tus Monstruos         |

## Teatre
- La vida en chándal (2009)
- Dos menos (2009-2010)
- Yo, erótica (2012)
- Esto es una silla (2013)
- Leche (2014-2016)
- Refugio (2015)
- Cuando deje de llover (2016)
- Archipiélago (2022)